# Ermanno Pignatti
Ermanno Pignatti (n. 8 august 1921, Modena, Italia – d. 31 octombrie 1995, Roma, Italia) a fost un halterofil ce a reprezentat Italia, medaliat olimpic. A participat la 2 ediții ale Jocurilor Olimpice (1952, 1956) în care a câștigat o medalie de bronz.